# Zofia Domosławska
Zofia Domosławska (ur. 1 czerwca 1898 w Mormolówce pod Kijowem, zm. 25 września 1939 w Warszawie) – polska lekarka i działaczka sportowa.
Była lekarzem sportowym i działaczką polskiego sportu kobiecego w okresie międzywojennym. Członkini AZS Warszawa. Prezeska Warszawskiego Klubu Wioślarskiego. W latach 1927–1939 członkini Rady Naukowej Wychowania Fizycznego. Od 1937 do 1939 członkini zarządu Polskiego Komitetu Olimpijskiego. Była autorką prac naukowych na temat wpływu sportu wyczynowego na organizm kobiety. 
We wrześniu 1939 pracowała w ambulatorium Szpitala Dzieciątka Jezus w Warszawie, gdzie pełniła rolę komendantki punktu ratowniczo-sanitarnego. Podczas jednego z bombardowań zginęła pod gruzami tej placówki. Odznaczono ją Krzyżem Walecznych.